# ميكانيكي سيارات
ميكانيكي السيارات (بالإنجليزية: Auto mechanic)‏ (فني سيارات في معظم أمريكا الشمالية، وفني مركبات خفيفة باللغة الإنجليزية البريطانية، وميكانيكي سيارات باللغة الإنجليزية الأسترالية) هو ميكانيكي لديه مجموعة متنوعة من السيارات أو إما في منطقة معينة أو في صناعة معينة من السيارات. دورهم الأساسي في صيانة السيارات هو تشخيص المشكلة بدقة وسرعة. غالبًا ما يتعين عليهم تقديم أسعار لعملائهم قبل بدء العمل أو بعد التفكيك الجزئي للتفتيش. قد تتضمن وظيفتهم إصلاح جزء معين أو استبدال جزء أو أكثر كتجمعات.
نظرًا لطبيعة المتاهة المتزايدة للتكنولوجيا التي يتم دمجها الآن في السيارات، فإن معظم وكلاء السيارات وورش العمل المستقلة يوفرون الآن أجهزة كمبيوتر تشخيصية متطورة لكل فني، والتي بدونها لن يتمكنوا من تشخيص أو إصلاح السيارة.